# Robert Morgenthaler
Robert Morgenthaler (* 12. Januar 1952 in Bern) ist ein Schweizer Jazzmusiker (Posaune, auch Alphorn, Didgeridoo, Muschelhorn).

## Leben und Wirken
Morgenthaler wirkte bereits als Jugendlicher an Festivals mit. Dann studierte er am Konservatorium in Zürich und an der Swiss Jazz School Posaune. 1972 gehörte er der Band von Roy Pellett an. Ab 1974 war er als freischaffender Musiker tätig. 1976 wurde er Mitglied des Swiss Jazz Quintet, mit welchem er während bis Mitte der 1980er Jahre mehrere Alben aufnahm und auf Nordamerika-Tournee ging. 1985 und 1986 spielte er in den Bands von Carla Bley. Danach arbeitete er bei Joe Haider, sowohl im Sextett als auch im Joe Haider - Mel Lewis Orchestra (Keep Hot, Jeton 1987). Als Bandleader leitete er ein eigenes Quartett, zu dem Gitarrist Günter Weiss, Bassist Hämi Hämmerli und Schlagzeuger Marc Huber gehörten. In den 1990er Jahren arbeitete er weiterhin mit Robin Eubanks, Franco Ambrosetti, Makaya Ntshoko, Lee Konitz, Moondog, Michel Godard oder Lars Lindvall. Anschliessend war Morgenthaler vor allem mit Ethno-Jazz-Programmen seines Trios Roots of Communication unterwegs, das dann um Erika Stucky erweitert wurde und nicht nur in Europa, sondern auch in Afrika und Asien auftrat. Daneben spielte er Alphorn-Jazz mit Günter Baby Sommer & Swiss Horns und Straight Ahead Jazz mit seinem Bruder Jürg Morgenthaler bei den Morgenthaler Brothers und den JCT All Stars. Im Projekt Windbone arbeitete er mit Posaunist Jean-Jacques Pedretti zusammen; auch gehört er zu Stuckys Bubble Family und spielt im Duo mit Marcel Bernasconi. Weiterhin trat er in Peter Kowalds Global Village mit dem Ensemble von Pina Bausch sowie mit Pierre Favre und mit dem Echo vom Zürihorn (mit Priska Walss und Nick Gutersohn) auf. Im Ensemble 5, das er mit Reto Staub, Heinz Geisser, Fridolin Blumer und (zunächst) Vincent Daoud bildete, legte er seit 2012 acht Alben, überwiegend bei Leo Records, vor. 
Ab 1979 war Morgenthaler Dozent an der Hochschule der Künste Bern und an der Musikhochschule Luzern.

## Preise und Auszeichnungen
Morgenthaler wurde seit 1997 wiederholt vom Magazin Jazz n‘ More zum „Posaunisten des Jahres“ gewählt.

## Diskographische Hinweise
- François Lindemann Montreux & Swiss Movement: Live in USA (E.C.D 1992)
- Robert Morgenthaler Quartet: Inner Games (TCB Records 1993)
- Roots of Communication: Pro Helvetia (Unit Records 1997, mit Jean-Jacques Pedretti und Lucas Niggli)
- Robert Morgenthaler/Jean-Jacques Pedretti: Windbone (Ethnomics 2003)
- Roots of Communication & Erika Stucky: Wunderland (Ethnomics 2005)
- Bone Art (Unit Records 2013)
- Röllin-Morgenthaler-Ruben:  Mister Z (Between the lines, 2019)
- Ensemble 5: The Human Factor (ezz-thetics, 2024)

## Lexigraphische Hinweise
- Bruno Spoerri: Biografisches Lexikon des Schweizer Jazz CD-Beilage zu: B. Spoerri (Hrsg.): Jazz in der Schweiz. Geschichte und Geschichten. Chronos-Verlag, Zürich 2005, ISBN 3-0340-0739-6